# Салдыкельский наслег
Салдыкельский наслег — сельское поселение в Ленском районе Якутии Российской Федерации.
Административный центр — село Мурья.

## История
Статус и границы сельского поселения установлены Законом Республики Саха (Якутия) от 30 ноября 2004 года N 173-З № 353-III «Об установлении границ и о наделении статусом городского и сельского поселений муниципальных образований Республики Саха (Якутия)».

## Население
| 2002 | 2010 | 2011 | 2012 | 2013 | 2014 | 2015 |
| ---- | ---- | ---- | ---- | ---- | ---- | ---- |
| 423  | ↗424 | ↘422 | ↗430 | ↗443 | ↘429 | ↘421 |
| 2016 | 2017 | 2018 | 2019 | 2020 | 2021 |      |
| ↘418 | ↗422 | ↘407 | ↘402 | ↘400 | ↘399 |      |

## Состав сельского поселения
| № | Населённый пункт | Тип населённого пункта       | Население |
| - | ---------------- | ---------------------------- | --------- |
| 1 | Батамай          | посёлок                      | ↘139      |
| 2 | Мурья            | село, административный центр | ↘198      |

### Упразднённые населённые пункты
Постановлением Правительства Республики Саха (Якутия) от 26 октября 2001 года № 558 исключён из учётных данных административно-территориального деления сельский населённый пункт Салдыкель Салдыкельского наслега (сельского округа).